# Vreed en Hoop
Vreed en Hoop är en stad i regionen Essequibo Islands-West Demerara i norra Guyana. Staden hade 11 590 invånare vid folkräkningen 2012. Den är huvudort i regionen Essequibo Islands-West Demerara och ligger vid floden Demeraras mynning i Atlanten. På andra sidan floden är huvudstaden Georgetown belägen.